# Собор Непорочного Зачатия Пресвятой Девы Марии (Калгари)
Собор Непорочного Зачатия Пресвятой Девы Марии (англ. The Cathedral of the Immaculate Conception of the Blessed Virgin Mary) — католическая церковь, находящаяся в городе Калгари, провинция Альберта, Канада. Церковь является Кафедральным собором епархии Калгари.

## История
Местность, в которой строилась церковь, называлась ранее районом Миссия. Название этого района произошло в результате деятельности католического миссионера Альбера Лакомба, проповедовавшего среди местного индейского населения в 1884 году. Изначально миссия отца Альбера Лакомба называлась как Нотр-Дам-де-ла-Пэ (Пресвятая Девы Мария Мира). В этой местности находилась франкоязычная деревня Рульвиль, которая в 1907 году вошла в состав Калгари.
Строительство первой церкви Непорочного Зачатия Пресвятой Девы Марии началось в 1889 году на участке, предоставленном Канадской Тихоокеанской железной дорогой. Храм строился из песчаника. После образования епархии Калгари в 1912 году церковь Непорочного Зачатия Пресвятой Девы Марии стала кафедральным собором этой епархии.
21 июля 1955 года первая церковь была разрушена и на этом месте началось строительство нового храма в неоготическом стиле. 30 октября 1955 года был освящён краеугольный камень. Строительство нового храма было завершено в феврале 1957 года. 11 декабря 1957 года церковь была освящена епископом Калгари.